# Sven Gustaf Wingqvist

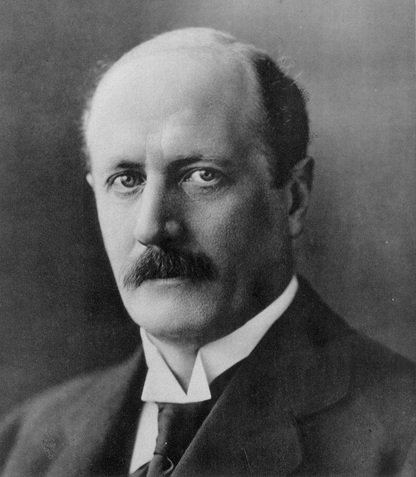
Sven Wingqvist c.1926

Sven Gustaf Wingqvist (* 10. Dezember 1876 in Hallsberg; † 17. April 1953) war ein schwedischer Erfinder im Zeitalter der Industrialisierung. Er gründete die Firma SKF – den heutigen Weltmarktführer für Wälzlager – und erfand um das Jahr 1907 das Pendelkugellager.

## Leben

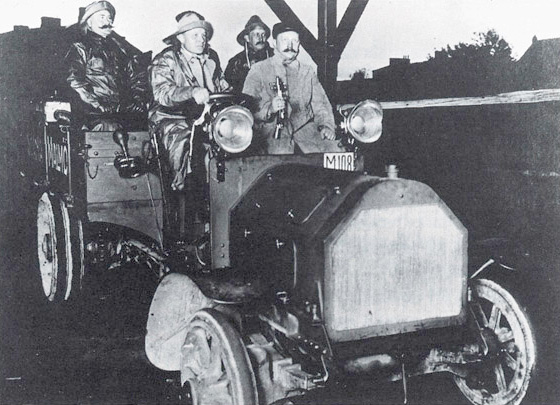
SKF Lagertest bei Scania (1909), S. Wingqvist rechts hinten

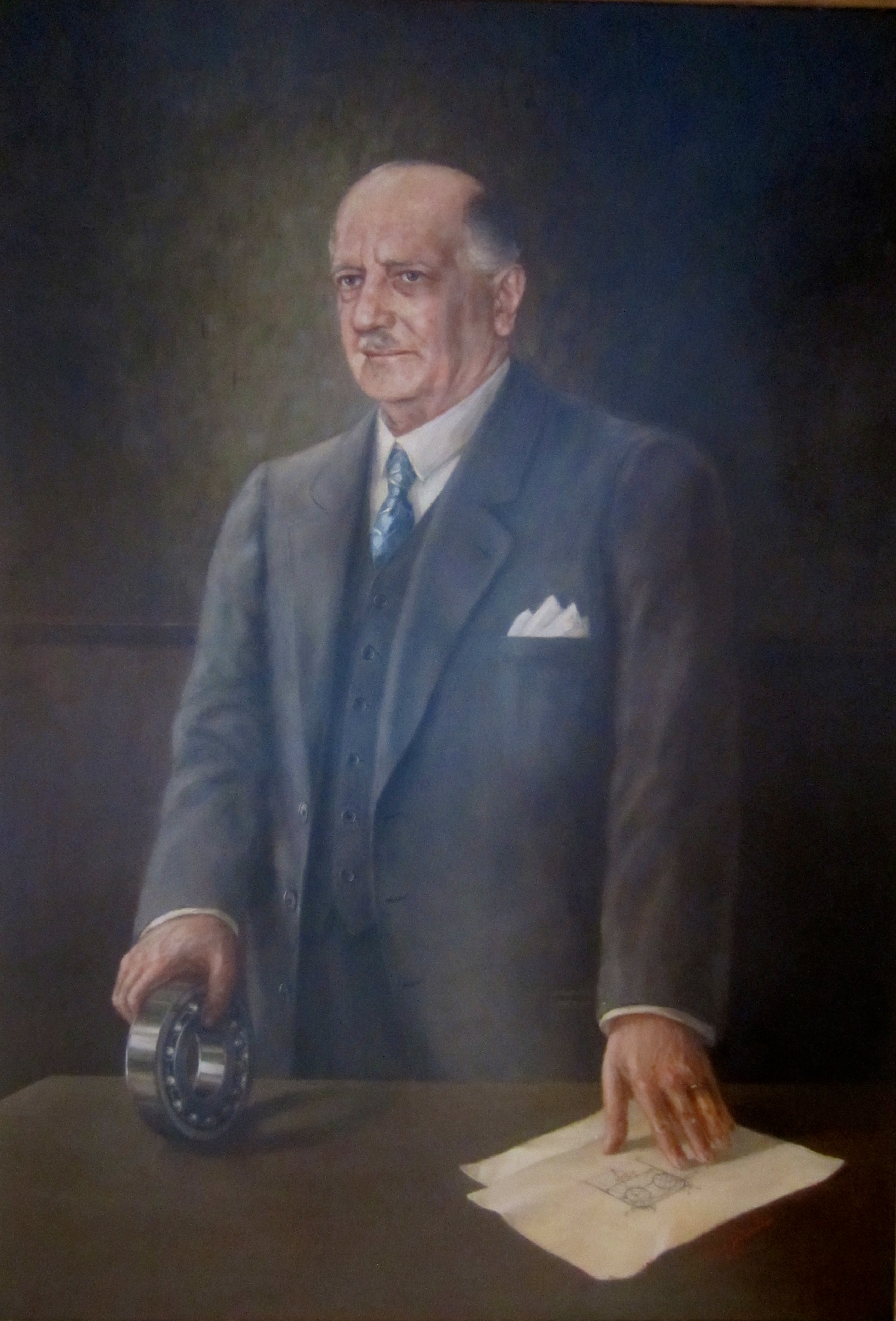
Sven Wingquist – von Oskar Spitzmüller, Wien.

1894 beendete er die Schule in Örebro und war anschließend auf John Lennings Webschule in Norrköping bis 1895. Danach verbrachte er ein halbes Jahr in den Vereinigten Staaten und wurde 1899 Ingenieur in Göteborg. Zu dieser Zeit begann sein Interesse an Textilmaschinen und deren Kugellagern zu wachsen. Seine Arbeit dort führte ihn zur Erfindung der Pendelkugellager zu deren Vermarktung er 1907 die Firma SKF gründete. 1919 gab Wingqvist den Vorsitz in der SKF auf, blieb dem Unternehmen jedoch in der Leitung erhalten, und wandte sich anderen Aufgabengebieten zu.

## Arbeit

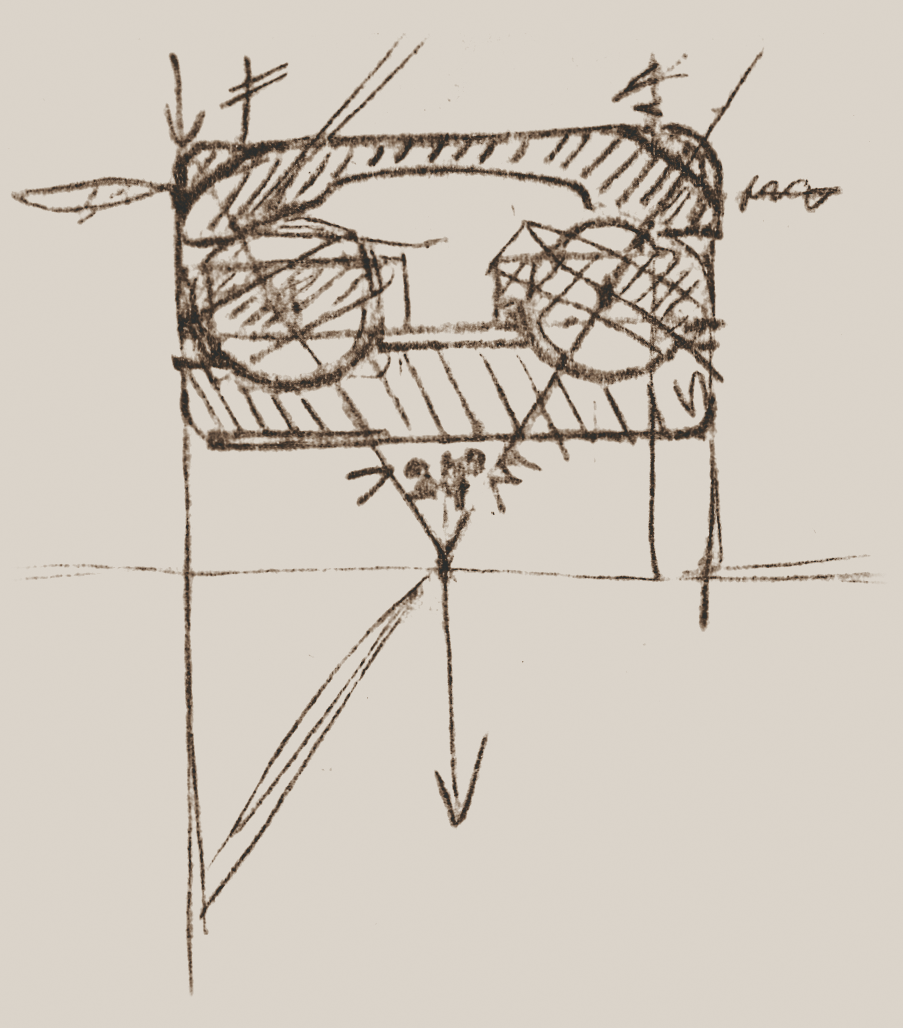
Zeichnung eines Radialkugellagers 1906.
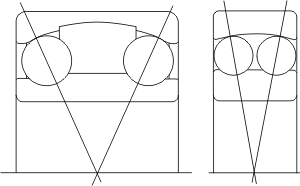
Skizzen aus dem SKF-Archiv. Auf der linken Seite das Lager des ersten Bildes, die endgültige Version Rechts.